# Bufori La Joya

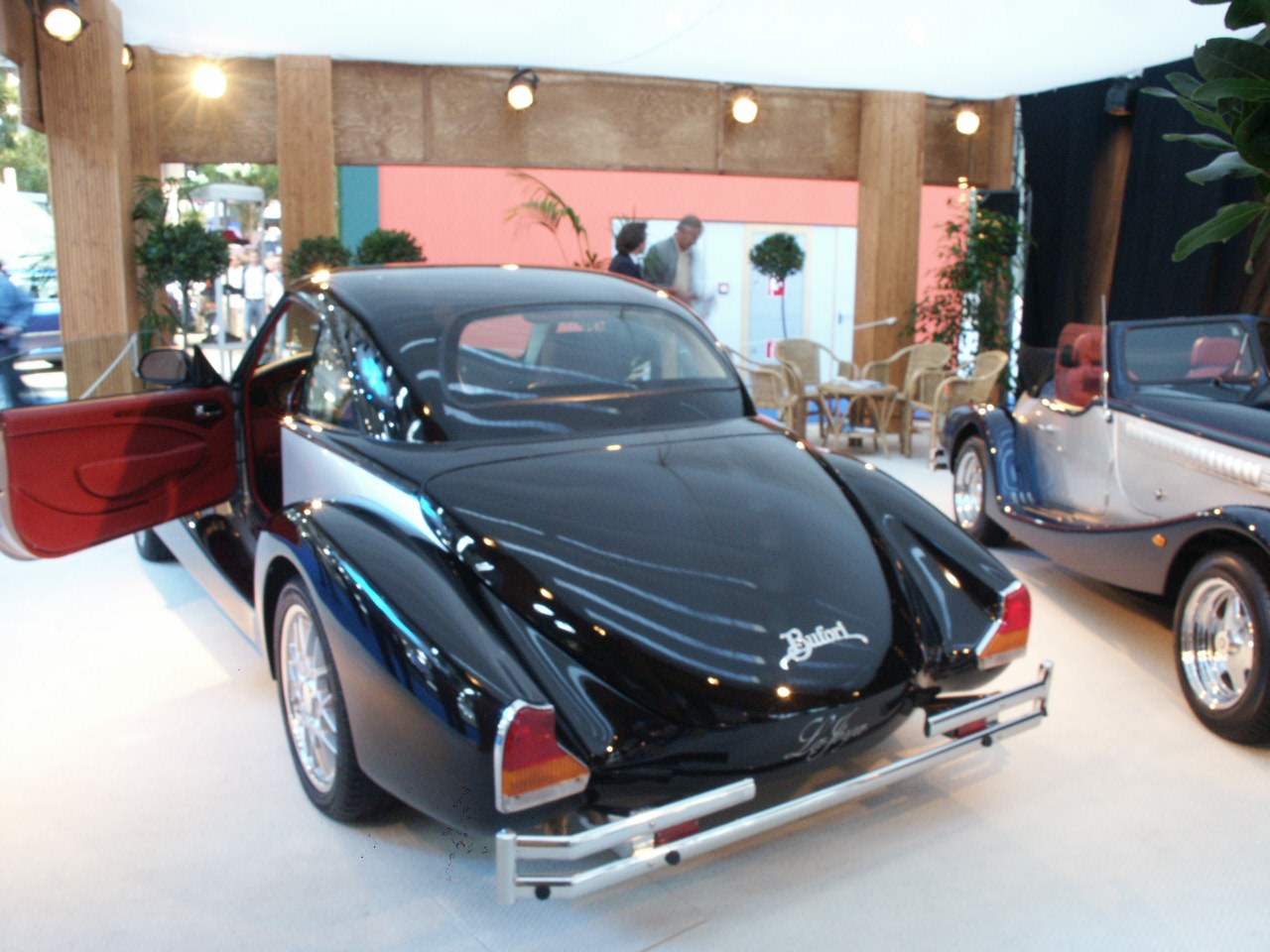
Heckansicht

Der Bufori La Joya ist das fünfte Modell des malaiischen Automobilherstellers Bufori und wurde zwischen 2004 und 2018 verkauft. Der Name La Joya stammt aus dem spanischen und heißt übersetzt „das Juwel“.
Der V6-Motor mit vier obenliegenden Nockenwellen des Fahrzeugs  kommt von Hyundai und ist quer vor der Hinterachse eingebaut. Er hat 2656 cm³ Hubraum (86,7 mm Bohrung und 75 mm Hub), leistet maximal 126 kW (172 PS; 170 hp) und hat ein maximales Drehmoment von 245 Nm  bei 4000 min−1. Das Verdichtungsverhältnis beträgt 10 : 1. Er treibt über ein Vierganggetriebe die Hinterräder an.
Alle Räder sind einzeln an Doppelquerlenkern aufgehängt. Die Zahnstangenlenkung arbeitet ebenso wie die Bremse mit Servounterstützung. An allen Rädern sind innenbelüftete Scheibenbremsen eingebaut.
Die Karosserie aus mit Kohlenstoff- und Aramidfasern verstärktem Kunststoff sitzt auf einem Fachwerkrahmen aus Stahl. Der MK. III La Joya ist 4,33 Meter lang, 1,81 Meter breit und 1,37 Meter hoch.

## Technische Daten
| Modell                           | MK. III La Joya              |
| -------------------------------- | ---------------------------- |
| Motorbauart                      | V6                           |
| Hubraum                          | 2656 cm³                     |
| Verdichtungsverhältnis           | 10,0 : 1                     |
| max. Leistung                    | 126 kW (172 PS) bei 6000/min |
| max. Drehmoment                  | 245 Nm bei 4000/min          |
| Antrieb                          | Hinterradantrieb             |
| Höchstgeschwindigkeit            | 200 km/h                     |
| Beschleunigung, 0–100 km/h       | 7,8 s                        |
| Kraftstoffverbrauch, kombiniert  | 9,1 l/100 km                 |
| CO2-Emissionen, kombiniert       | 298 g/km                     |
| Abgasnorm nach EU-Klassifikation | Euro 4                       |
| Tankinhalt                       | 80 l                         |